# Serge V de Naples
Serge V de Naples est le fils et successeur de Jean V comme duc de Naples d'avant avril 1053 à 1090 .

Lorsqu'à l'été 1074, les hostilités éclatent entre Richard Ier d'Aversa et Robert Guiscard. Serge V s'allie avec le second et fait de sa cité un point d'appui pour les troupes de Guiscard qui attaquent Capoue et Aversa. Toutefois Serge V qui n'avait échappé que par chance, du fait de la maladie du pontife, à la coalition mise en place en juin, comprend rapidement qu'il doit ouvrir des négociations avec Grégoire VII. Ces pourparlers sont parallèles à ceux de l'abbé du Mont-Cassin pour rétablir la paix entre les normands et le duc de Pouilles.
On ignore si Serge V a contracté une union mais a priori sans héritier il associe au trône vers 1067-1075, le fils de son frère le sénateur Jean, son neveu et futur successeur Serge VI.